# 西和市
西和市（せいわし）は、奈良県北葛城郡に属する3町と、生駒郡に属する4町の合併によって誕生する計画があった新しい市の名称である。

## 概要
北葛城郡の3町（王寺町・上牧町・河合町）、生駒郡の4町（斑鳩町・三郷町・平群町・安堵町）は西和と呼ばれ、西和消防組合（当時）を構成するなど従来から結びつきが強い地域である。
一方で、明治期の町村制の施行により、発足以降、各町域は殆ど変遷を経ず、第二次世界大戦後は大阪の衛星都市として人口が急増し、日本でも最小級の面積でかつ、人口が2万人前後という自治体が犇めく状態となり、行政の効率化が求められた。それに従い、1990年代初頭に合併への気運は高まっていったが、実現には至らなかった。
しかし「平成の大合併」の流れに、西和地区も例外なく置かれることとなった。以下に、平群町・三郷町・斑鳩町・安堵町・上牧町・王寺町・河合町合併協議会（以下、合併協議会と記す）が設置・解散されるまでの経緯を示す。
- 2003年（平成15年）
  - 2月5日 - 合併協議会規約制定[1]。
  - 6月8日 - 住民発議による合併協議会が発足。
- 2004年（平成16年）
  - 6月 - 新市名「西和市」、市役所本庁舎を王寺町役場、分庁舎を斑鳩町役場などとすることが決定。
  - 12月5日 - 王寺町・斑鳩町・平群町で合併の是非を問う住民投票を実施。王寺町・斑鳩町で反対多数となり、両町は協議会脱退を表明[2]。
  - 12月26日 - 王寺・斑鳩両町の協議会脱退を受け、上牧町が住民投票を中止。
- 2005年（平成17年）1月18日 - 合併協議会解散。

合併が不成立となった背景として、住民が合併相手の自治体の財政状況を懸念したことや、合併特例債目当ての合併で財政の無駄使いが増えるなどのマイナス面を誇張した主に共産党町議による反対運動や、新市名に対する反発などが挙げられる。
合併が実現していれば人口は当時約14万人規模となり、人口で橿原市（当時約12万人）や生駒市（当時約11万人）を上回る県下第二の市となる予定であった。

## 西和市構想破綻後の合併の動き
2008年（平成20年）6月、西和7町の合併構想が立ち消えてから、公式では初めて安堵町が斑鳩町に対して合併協議推進を呼びかけた。安堵町議会の平成20年第2議会定例会（6月議会定例会）で全議員が賛成して採決した「斑鳩町との合併協議推進の意見書」を斑鳩町長と町議会に提出したが、斑鳩町議会は単独町制を継続することとし、安堵町へ合併協議には応じないことを通知した。
ただし、今後の地方制度改革の如何によっては、まちづくりについて安堵町議会と連携を深めるとしており、含みを持たせた内容となっている。
安堵町議会が斑鳩町議会に合併協議推進を呼びかけた理由について、同意見書では時限法である市町村の合併の特例等に関する法律（新・合併特例法）が2010年（平成22年）3月31日限りで効力を失うためとされている。